# Las Piedritas
Las Piedritas es una localidad de la Provincia del Chaco, Argentina, ubicada al oeste del departamento Nueve de Julio. Se encuentra dentro del municipio de Las Breñas, de cuyo casco urbano se halla a unos 60 km.
Su nombre lo debe al paisaje extraño en la región de pequeñas piedras diseminadas sobre la superficie. Dichas piedras corresponden a las Lomadas de Otumpa, elevaciones generalmente subterráneas con algunos afloramientos en la zona. El poblado se desarrolló como consecuencia de una cantera de piedras, al punto que la fecha de inicio de las actividades mineras es considerada su fecha de fundación. Si bien existen otros yacimientos subterráneos en las cercanías, Las Piedritas es el único activo en toda la provincia y con reservas conocidas, hecho que lo sitúa como un paraje muy conocido pese a su escasa población. También es una importante colonia agrícola.

## Historia
El primer testimonio escrito del lugar corresponde a Benito Malvárez León, periodista de El Heraldo del Chaco, quien se refirió a ella como un hallazgo en el oeste del departamento Caaguazú (unidad territorial extinta que abarca casi todo el centro-oeste de la provincia), partiendo a caballo desde General Pinedo. En el relato describe piedras esparcidas sobre una dilatada pampa y que el suelo sonaba hueco al paso de las cabalgaduras. Benito Lynch Arribálzaga recibió las muestras extraídas por Malvárez León, quien a su vez las entregó a la Dirección de Minas, Geología e Hidrología a cargo del ingeniero Heremitte y posteriormente por los doctores Agustín Monteverde, Juan Olascher y el geólogo chaqueño Carlos Peón. El resultado de las pericias fue un cubicaje estimado de millones de toneladas. La expectativa fue grande habida cuenta de ser el único lugar del cual extraer el material pétreo en toda la zona.
La actividad en la mina se inició en 1958 cuando el empresario marplantese Félix Rabino a cargo de la empresa Piedras del Chaco obtuvo la concesión provisoria de 200 hectáreas. Durante 15 años Las Piedritas extraería unos 5 millones de toneladas. La fecha de fundación del pueblo se considera el 22 de julio de 1961, cuando el entonces gobernador del Chaco, Anselmo Zoilo Duca, inauguró oficialmente la cantera con su primera explosión dinamitera. El paraje transformó un lugar desolado en un espacio con servicios básicos comunictarios.

## Infraestructura
Cuenta con un pozo de agua para la provisión de agua, el cual será complementado con dos pozos nuevos y una planta de ósmosis inversa para una red de agua potable licitada en 2021.

## Cantera
La cantera produce piedra triturada, consiste en cuarcitas (octocuarcitas) y areniscas, con interposiciones menores de calcáreos y arcillas; en su conjunto los componentes aparecen como estratos o bolsones. En total produce unas 180 mil toneladas anuales. Existen otros yacimientos vírgenes en Palo Blanco, El Picazo y Tres Estacas, conocidos a través de perforaciones, pero Las Piedritas es el único en actividad.
No existe consenso sobre su origen, la edad y significado geológico de los registros sedimentarios son aún inciertos, restando realizarse diversos estudios geológicos y geofísicos. Entre las hipótesis se destacan una correlación con la Formación Ituzaingó, areniscas fluviales pliocenas, y otra con la Formación Tacuarembó de edad jurásica-cretácica.

## Vías de comunicación
Las Piedritas no tiene acceso pavimentado, pero en ellas confluyen dos rutas primarias provinciales: la 24 y la 58, las cuales las conectan a las rutas provinciales 6 y 12 respectivamente. Dichas rutas la enlazan al noroeste con la Provincia de Santiago del Estero, y al sudeste con Charata y Las Breñas. En Santiago del Estero la localidad más cercanas es Sachayoj, a solo 20 km.

## Infraestructura
Cuenta con una delegación municipal, un destacamento policial, jardín de infantes, escuela primaria, un templo católico, sala de primeros auxilios, cabina telefónica y una repetidora de radio FM.

## Población
No fue censada como una aglomeración urbana en los censos nacionales de 2001 y 2010. El radio censal (Radio 2, Fracción 2) en el cual se halla inscripta y que abarca zonas rurales linderas contaba con unos 513 habitantes, el 85% del total de la fracción que abarca el oeste del departamento Nueve de Julio.
En la obra de agua potable licitada en 2021 se incluyeron 160 conexiones domiciliarias, que puede tomarse como cantidad de viviendas del pueblo.